# Ларошфуко, Франсуа III де
Граф Франсуа III де Ларошфуко, принц де Марсийак (фр. François III de La Rochefoucauld, prince de Marsillac; 1521 — 24 августа 1572, Париж) — протестантский военачальник времён Религиозных войн во Франции, принадлежал к древнему французскому роду Ларошфуко. Неофициальный глава гугенотов Пуату.

## Биография
Сын Франсуа II де Ларошфуко, потомок хрониста де Коммина, Ларошфуко прославился ещё во времена Генриха II. Он участвовал в завоевании Пьемонта, в обороне Меца и в битве при Сен-Кантене, в которой он попал в плен. Во время Религиозных войн во Франции он на свои собственные средства собрал ополчение из числа родственников, друзей и вассалов. Вместе со своим шурином Конде овладел Орлеаном (1562). Участвовал в битвах при Дрё (1562), Жарнаке (1569), Ла Рош-Абейле (1569).
Ларошфуко был женат дважды, на дочери итальянского герцога Мирандола и на графине Шарлотте де Руси — племяннице адмирала Колиньи и внучатой племяннице коннетабля Монморанси. Он был убит во время Варфоломеевской ночи. Знаменитый писатель-моралист Франсуа́ VI герцог де Ларошфуко́ приходится ему правнуком.